# Duistere drie
De duistere drie of duistere driehoek (dark triad) zijn de aversieve subklinische persoonlijkheidstrekken machiavellisme, narcisme en psychopathie en hun samenhang. Sadisme wordt soms wel gezien als aanvulling op deze drie tot dark tetrad. Het concept is afkomstig van Delroy L. Paulhus en Williams.
Paulhus en Williams onderzochten in hoeverre de drie trekken met elkaar overeenkwamen of zelfs gelijk aan elkaar waren, zoals wel werd geopperd. Hoewel zij overeenkomsten vonden, waren er ook verschillen. De enige overeenkomst in de big five is disagreeableness. Psychopaten hebben laag neuroticisme, terwijl machiavellianen en narcisten een lage consciëntieusheid hebben. Juist de overeenkomsten maken het interessant de trekken tezamen te onderzoeken.

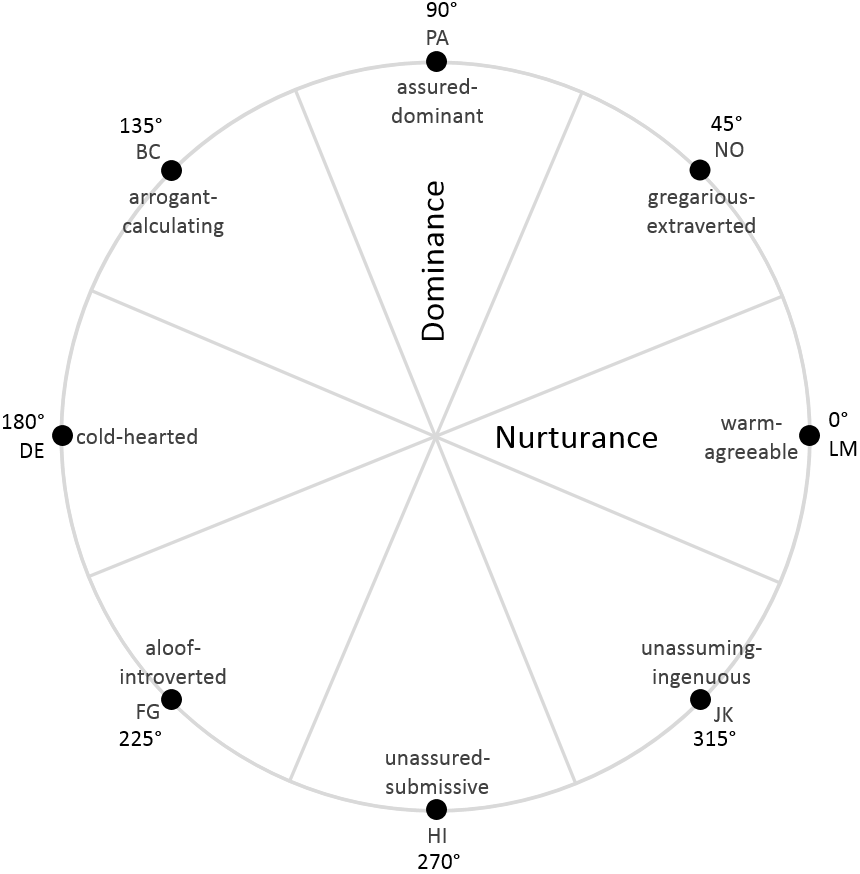
Het circumplexe persoonlijkheidsmodel

De duistere drie zijn ook uitgezet op het circumplexe persoonlijkheidsmodel, waarbij narcisme richting friendly-dominant ligt, machiavellisme richting hostile-submissive en psychopathie richting hostile-dominant. Ander onderzoek zoekt machiavellisme juist bij arrogant-calculating.